# Хэмилтон, Джейми (футболист, 2002)
Джейми Хэмилтон (англ. Jamie Hamilton; род. 1 марта 2002, Newton Mearns) — шотландский футболист, защитник клуба «Гамильтон Академикал».

## Клубная карьера
Хэмилтон — воспитанник клуба «Гамильтон Академикал». 24 августа 2019 года в матче против «Мотеруэлла» он дебютировал в шотландской Премьер-лиге. В 2021 году клуб вылетел из элиты, но игрок остался в команде. 31 июля в матче против «Рэйт Роверс» он дебютировал в шотландском Чемпионшипе. 23 октября в поединке против «Килмарнока» Джейми забил свой первый гол за «Гамильтон Академикал». В 2022 году он продлил контракт до 2023 года, но затем получил травму. 